# Serra de Palles
La Serra de Palles és una serra interna del municipi de Conca de Dalt, antigament del d'Hortoneda de la Conca, situada a la part nord i de llevant de l'antic terme. És, de fet, un contrafort de la Serra de Boumort.
El punt d'inici, al nord-oest, és l'Era de Penalta, de 1.658,8 m. alt., des d'on va ascendint cap al sud-est, fins a enllaçar amb la mateixa Serra de Boumort, a l'alçada de 1.836,1 m.